# Горкин, Александр Фёдорович
Алекса́ндр Фёдорович Го́ркин (24 августа [5 сентября] 1897, село Рамешки, Тверская губерния, Российская империя — 29 июня 1988, Москва, РСФСР) — советский государственный и партийный деятель, секретарь Президиума Верховного Совета СССР (1938—1953 и 1956—1957), Герой Социалистического Труда (1967).

## Биография
Родился в крестьянской семье.
В 1916 г. вступил в РСДРП, большевик. В 1917 г. окончил Тверскую гимназию. С августа 1917 по июнь 1919 г. секретарь Тверского городского совета депутатов, с декабря 1918 по февраль 1919 г. председатель губернского исполкома. В 1919 г. член коллегии Курской губернской ЧК, заведующий Пензенским губернским деревенским отделом и внешкольным подотделом. В 1920—1921 гг. на политической работе в Красной армии.
В 1921—1933 гг. сотрудник Тверского губернского комитета РКП(б), Киргизского областного комитета РКП(б), Оренбургского губернского комитета РКП(б), Сельхозсоюза, Птицеводсоюза, Средне-Волжского краевого комитета ВКП(б), аппарата ЦК ВКП(б). В 1931—1932 гг. учился на аграрном факультете Института красной профессуры в Москве. В 1933—1934 гг. второй секретарь Средне-Волжского краевого комитета ВКП(б) в Самаре.
С декабря 1934 по июль 1937 г. — первый секретарь вновь созданного Оренбургского областного комитета ВКП(б). В этот период в Оренбургской области прошли массовые репрессии, в ходе которых, в частности, погибли все члены бюро областного комитета ВКП(б).
С 9 июля 1937 по январь 1938 г. — секретарь ЦИК СССР. В 1938—1953 и 1956—1957 гг. — секретарь Президиума Верховного Совета СССР (с 15 марта 1953 по 15 июля 1956 эту должность занимал Н.М. Пегов, а Горкин был заместителем). Депутат Верховного Совета СССР 1—8-го созывов (1937—1974).
В 1957—1972 гг. — председатель Верховного Суда СССР, одновременно в 1959—1961 гг. — председатель Центральной ревизионной комиссии КПСС. Участвовал в кампании по реабилитации жертв культа личности.
Был делегатом VIII—X, XV, XVII—XXIV съездов ВКП(б)/КПСС. Кандидат в члены ЦК ВКП(б) (1939—1952), член Центральной ревизионной комиссии КПСС (1952—1976).
С 1972 г. — персональный пенсионер. Жил в Москве. Похоронен на Новодевичьем кладбище.

## Семья
Сын, Юрий Александрович Горкин (род. 1921), участник Великой Отечественной войны, награждён орденами и медалями. Получил бронь от службы по болезни, однако сам напросился на фронт, оказался в окружении и сражался в партизанских частях два года. Окончил с отличием МВТУ имени Н. Э. Баумана по специальности «радиоэлектроника». Директор НИИбиотехника, доктор технических наук, профессор. Жена сына, Горкина Надежда Николаевна, художник-архитектор, реставратор.
Дочь, Майя Александровна Горкина (род. 1930) была замужем за разведчиком ГРУ, резидентом в Норвегии и Великобритании Евгением Михайловичем Ивановым (1926—1994), вовлеченным в скандал с любовницей британского военного министра, Джона Профьюмо, 19-летней танцовщицей и моделью Кристин Килер.
Внучка, Ольга Юрьевна Горкина, журналист, искусствовед, телевизионный продюсер.

## Награды
- Герой Социалистического Труда (04.09.1967)
- три ордена Ленина (04.09.1947; 04.09.1957; 04.09.1967)
- орден Октябрьской Революции (31.08.1971)
- орден Трудового Красного Знамени (02.09.1977)
- орден Дружбы народов (03.09.1982)
- орден «Знак Почёта» (04.09.1987)
- медали